# RTS 1
RTS 1 srbsky РТС 1 (také Први програм РТС-а, Први канал РТС-а nebo Први) je srbský veřejnoprávní televizní kanál, který provozuje RTS.

## Výčet některých pořadů

### Informační programy
- Дневник – hlavní zprávy v 12.00, 19.30 a 23.00
- Јутарњи дневник – 20 minutové zprávy v 08.00
- Вести – krátké zprávy v 06.00, 07.00, 09.00, 10.00, 11.00, 15.00, 16.00, 22.00, 23.00, 03.00, 04.00
- Јутарњи програм – ranní program
- Шта радите, бре? – přehled o politických stranách v Srbsku
- Београдска хроника – pořad pro obyvatele Bělehradu, o novinkách a aktuálních událostí z Bělehradě
- Око – publicistický program s hosty ve studiu
- Око магазин – publicistický program
- Евронет – EU a ekonomické projekty v Srbsku
- Упитник – politická talkshow
- Да. Можда, не – politická talkshow
- Сведок - rozhovory

### Sportovní programy
- Спорт плус – sportovní noviny
- Лига шампиона
- МотоГП

### Srbské seriály
- Грех њене мајке
- Село гори, а баба се чешља
- Бела лађа
- Породично благо
- Приђи ближе

### Zábavné programy
- ТВ Слагалица – kvízový pořad
- Кувати срцем
- У здравом телу
- Једна песма, једна жеља
- Високи напон
- Балканском улицом
- ТВ лица... као сав нормалан свет
- 48 сати свадба
- САТ
- Мира Адања-Полак и Ви
- Време је за бебе
- Жикина шареница
- ТВ бинго

### Zahraniční pořady
- Рим (Řím)
- Место злочина (Kriminálka Las Vegas)
- Браћа по оружју (Bratrstvo neohrožených)
- Бостонски адвокати
- Хана Монтана (Hannah Montana)
- Јединица
- Зовем се Ерл (Jmenuju se Earl)
- Место злочина: Њујорк (Kriminálka New York)
- Истражитељи из Мајамија (Kriminálka Miami)
- Бекство из затвора (Útěk z vězení)
- Злочиначки умови (Myšlenky zločince)
- Како сам упознао вашу маму (Jak jsem poznal vaši matku)
- Торчвуд (Torchwood)
- Посетиоци из праискона (Pravěk útočí)
- Хотел Вавилон (Hotel Babylon)
- Дистрикт (Okrsek)
- Бостонски адвокати
- Монк (Můj přítel Monk)
- Стажисти (Scrubs: Doktůrci)
- Др Хаус (Dr. House)
- Еурека (Heuréka - město divů)
- Досије Икс (Akta X)
- Преваранти (Podfukáři)
- Ред и закон: Посебне жртве (Zákon a pořádek: Útvar pro zvláštní oběti)
- Ред и закон: Злочиначке намере (Zákon a pořádek: Zločinné úmysly)
- Ургентни центар (Pohotovost)
- Тихи сведок

### Dokumenty a talk shows
- Сасвим природно
- Траг
- Лов и риболов
- Квадратура круга
- Свет риболова

## Rating
| Share % (4+) | Share % (4+) | Share % (4+) | Share % (4+) | Share % (4+) | Share % (4+) | Share % (4+) | Share % (4+) | Share % (4+) | Share % (4+) | Share % (4+) | Share % (4+) | Share % (4+) | Share % (4+) | Share % (4+) |
| Kanál        | 2003         | 2004         | 2005         | 2006         | 2007         | 2008         | 2009         | 2010         | 2011         | 2012         | 2013         | 2014         | 2015         | 2016         |
| ------------ | ------------ | ------------ | ------------ | ------------ | ------------ | ------------ | ------------ | ------------ | ------------ | ------------ | ------------ | ------------ | ------------ | ------------ |
| RTS 1        | 19.5         | 20.1         | 22.4         | 27.4         | 26.5         | 26.2         | 26.0         | 25.1         | 23.6         | 23.6         | 19.9         | 21.7         | 18.5         | 19.2         |
| RTS 2        | 7.4          | 8.2          | 6.3          | 6.7          | 6.8          | 7.6          | 5.7          | 4.6          | 4.2          | 3.6          | 3.0          | 3.1          | 2.3          | 3.1          |
| Pink         | 21.9         | 20.0         | 22.5         | 23.3         | 23.5         | 21.7         | 23.7         | 25.6         | 20.4         | 19.7         | 21.4         | 19.0         | 15.8         | 14.8         |
| Prva         | N/A          | N/A          | N/A          | N/A          | 4.7          | 6.4          | 7.8          | 10.6         | 15.1         | 16.1         | 16.0         | 13.2         | 10.7         | 9.7          |
| B92          | 3.4          | 5.3          | 6.8          | 9.1          | 9.3          | 8.7          | 8.0          | 6.3          | 7.6          | 8.2          | 7.7          | 7.3          | 6.8          | 5.8          |